# Telothyria cupreiventris
Telothyria cupreiventris là một loài ruồi trong họ Tachinidae.